# Merogomphus parvus
Merogomphus parvus är en trollsländeart som först beskrevs av Krüger 1899.  Merogomphus parvus ingår i släktet Merogomphus och familjen flodtrollsländor. IUCN kategoriserar arten globalt som livskraftig. Inga underarter finns listade i Catalogue of Life.